# Regent's Canal

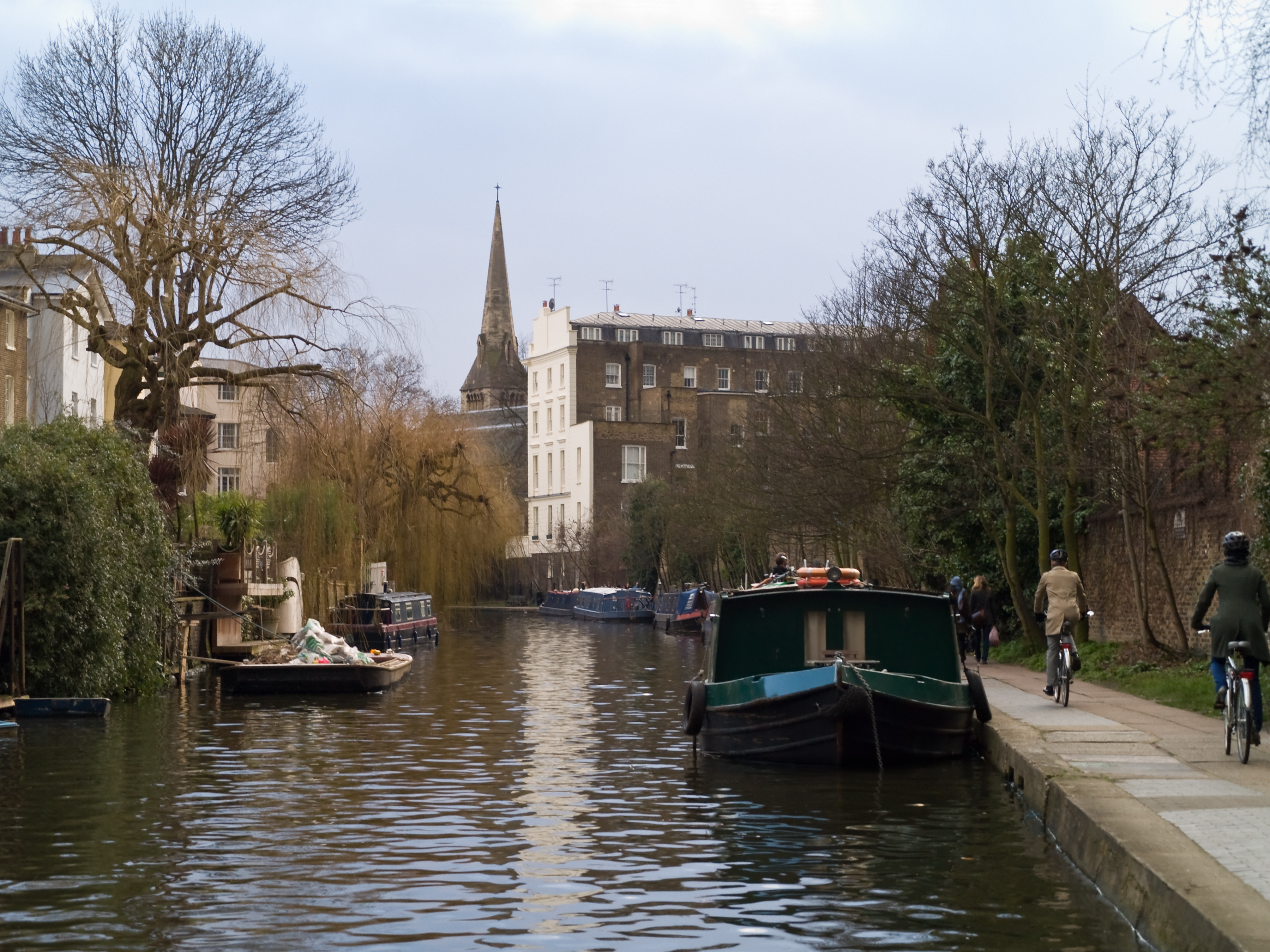
Regent's Canal, Londen

Regent's Canal is een kanaal ten noorden van het centrum van Londen. Het is een verbinding tussen de Paddington-tak van het Grand Union Canal in het westen naar het Limehouse Basin en de Theems in Oost-Londen.
De bouw begon op 14 oktober 1812. De eerste sectie, tussen Paddington en Camden Town, werd in 1816 geopend en bestond onder meer uit de 251 meter lange Maida Hill Tunnel en de 48 meter lange Lisson Grove Tunnel.
De sectie tussen Camden en Limehouse werd in 1820 geopend. Dit deel omvatte de 878 m lange Islington Tunnel en de Regent's Canal Dock.